# Rock progressiu
El rock progressiu (de l'anglès progressive rock, prog-rock) és un subgènere del rock dels finals de la dècada del 1960. Va arribar a la seva màxima expressió durant la primera meitat de la dècada dels setanta. L'adjectiu "progressiu" fa referència tant al caràcter innovador d'aquell temps, entès com "un pas endavant al progrés de la música en general" com també al caràcter que es volia que tingués l'obra musical: havia de transcendir l'estructura en estrofa i tornada, i mostrar un "progrés, ben calculat i conduït, des de l'inici fins al final".
La seva màxima característica és el pas gradual i progressiu de la sonoritat bucòlica, acústica, medievalitzada, folk, modal, del temps lent fins a una altra sonoritat més urbana, elèctrica, tensa i més accelerada. Les seves composicions també es caracteritzen per l'ús de moviments, com a les obres de música clàssica, l'addició de nous instruments que es van desenvolupant al conjunt de la peça. I també la improvisació, propera als cànons del jazz; el rock progressiu concedeix gran importància a les aportacions individuals dels músics, destacant solos dels diversos instruments de la banda. També se sol caracteritzar per l'ús cançons llargues, la creació d'àlbums conceptuals, de lletres ambicioses, pel virtuosisme dels instrumentistes i per un ús prominent de sintetitzadors i altres recursos electrònics.

## Músics i grups destacats

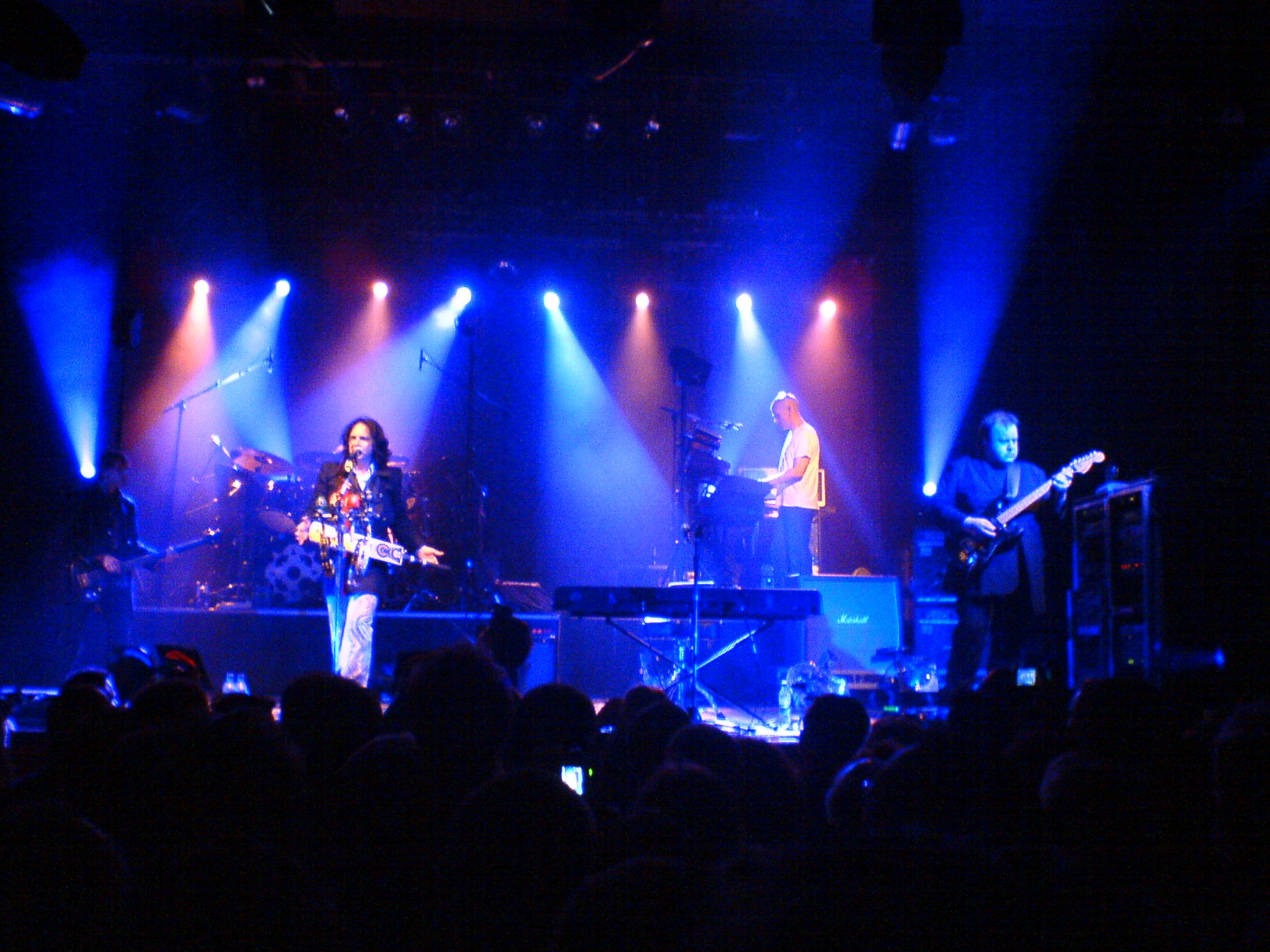
Concert de Marillion a Varsòvia el 2007

Entre els grups i compositors que es poden considerar representants d'aquest tipus de música, durant tota llur trajectòria o almenys en certs moments, destaquen King Crimson, The Alan Parsons Project, Rush, Camel, Supertramp, Pink Floyd, Genesis, Yes, Emerson, Lake and Palmer, Van der Graaf Generator, Queen o Jethro Tull.
Durant la dècada dels vuitanta aquest corrent musical va viure un renaixement amb grups com Marillion, IQ, Pallas, Twelfth Night i Pendragon. Als anys noranta, aquest renaixement es va consolidar amb l'aportació de grups com Arena, Dream Theater, Spock's Beard i Tool.

## Als Països Catalans
A Catalunya van destacar inicialment Maquina!, Fusioon i Om, i posteriorment la formació Iceberg, una important referència a nivell espanyol. Cal destacar igualment Pau Riba, influït fortament per l'acid rock i el rock progressiu.
L'any 1971 es va celebrar el Festival de Música Progressiva de Granollers. Es va realitzar al camp de futbol de Palou, durant 20 hores a l'aire lliure es van poder sentir tot un seguit de grups. Destacant els britànics Family; i d'altres formacions com Pau Riba, els sevillans Smash o Màquina!.
A partir de la dècada dels 90 el rock progressiu català experimenta una revifada amb el naixement de grups com Alquilbencil, Amarok, The Knife, Quars, Difícil Equilibrio, Dr. No, Dracma, Herba d'Hamelí o Pi-2.
De 1999 fins a 2008 es va celebrar anualment a Tiana el Festival de Rock Progressiu "Tiana Prog", que va arribar ser un dels principals esdeveniments del gènere del sud d'Europa. Durant la seva existència van desfilar per Tiana destacats grups i intèrprets internacionals i també catalans.
Al País Valencià destaquen Numen, Tarantula, Old Future Crash, Mind's Doors i Northen Lights. 